# 1905 au Manitoba
Chronologie du Manitoba
- 1901
- 1902
- 1903
- 1904
- 1905
- 1906
- 1907
- 1908
- 1909

Cette page concerne des événements d'actualité qui se sont produits durant l'année 1905 dans la province canadienne du Manitoba.

## Politique
- Premier ministre : Rodmond Palen Roblin
- Chef de l'Opposition :
- Lieutenant-gouverneur : Daniel Hunter McMillan
- Législature :

## Naissances
- 9 octobre : Albert Art Townsend (né à Souris dans le Manitoba au Canada - mort le 7 mai 1971) est un joueur de hockey sur glace canadien[1].